# Molnár József (festő, 1922–2014)
Molnár József festőművész (1922–2014) november 17-én született a Heves vármegyei Nagyrédén. Tanítói csodagyereknek tartották kisiskolás korában megnyilvánuló rajztehetsége miatt.
Szülei földművesek voltak. Amikor a tanító felkereste őket, beíratnák-e kimagaslóan tehetséges fiúkat Egerben a Ciszterci gimnáziumba, nem tétováztak, eladták egyik kis földjüket, és beszerezték a gimnáziumhoz szükséges holmikat.
Kollégiumot ingyen kapott, cserébe jó bizonyítványt és a templomban ministrálást vártak el tőle. Nagyon szorgalmas, példás diák volt.
Az érettségi után felvételizett a budapesti Képzőművészeti Főiskolára (ma Képzőművészeti Egyetem) fel is vették azonnal Bernáth Aurél osztályába.
A II. világháború miatt azonban tanulmányait nem kezdhette el. Behívták katonának. Csodával határos módon a vonat, amely Szibériába szállította volna a hadifoglyokat, megállt, ők pedig elindultak gyalogosan hazafelé.
Első útja Bernáth Aurélhoz vezetett, beiratkozott, majd hazautazott szülőfalujába, Nagyrédére megölelni szüleit. A főiskolán is kitűnt tehetségével, mestere tanársegédnek választotta. Ekkor ismerkedett meg első feleségével, Darázs Máriával, aki szintén festőszakon végezte tanulmányait. 1953-ban összeházasodtak és beköltöztek a Feneketlen tóra néző műteremlakásba. Amikor kitört az 1956-os forradalom, Mária beleszeretett egy költő Máté Imrébe, és vele együtt élhagyta el Magyarországot.
1961-ben Nagyrédén megpillantott egy ifjú hölgyet, akinek hamarosan megkérte a kezét. 1962. márciusában született leánygyermeke, Moni.￼ 
Fő témái a szülőfalu életének megörökítése, Budapest városképei, egy olaszországi tanulmányúton szerzett átütő élményei, és Tokaj voltak. Számos csendélete született a műteremről, virágokról, és a varázslatos panorámáról, portrék ismerősökről, kollégákról, családtagokról.
Első murális munkája a nagyrédei művelődési ház, ma a róla elnevezett Molnár József Közösségi Színtér aulájának falán látható 1962-ben készült Nagyrédei lakodalom sgrafittó.
Ezt követte a téglási óvoda falára készített Hamupipőke freskó. Majd 1980-ban Egerben megvalósult mozaikja, Nagyrédén a házasságkötőteremben látható Búcsúzó menyasszony mozaikja, és 2000-ben Szigetszentmárton Település Önkormányzata dísztermében beépített Szent Márton és a koldus c. mozaikja.
Egy Ópusztaszerre tervezett, eddig még fel nem épült kápolna falára is készített több, szenteket ábrázoló táblamozaikot és egy embernagyságú feszületet is, melyek Szegeden vannak kiállítva.
Képei nagyobb részét vászonra vagy farostlemezre festette olajjal, de kedvelte az aquarelleket is.
Élete utolsó munkája a festményeit, rajzait bemutató katalógus sorozat 6-7. kötetének tervezése, szerkesztése volt. Sajnos a nyomdából kikerülő példányokat már nem láthatta. 92 évesen, Szigetszentmártonban, családja körében aludt el csendesen.